# Natação nos Jogos Olímpicos de Verão de 1896 - 100 m livre masculino para marinheiros
A prova dos 100m livre para marinheiros foi o segundo evento da natação nos Jogos Olímpicos de Verão de 1896. Aconteceu no dia 11 de abril, envolvendo três marinheiros da Marinha Real da Grécia.

## Resultados
| Pos. | Atleta                | Tempo        |
| ---- | --------------------- | ------------ |
| 1    | GRE Ioannis Malokinis | 2:20.4       |
| 2    | GRE Spiridon Chasapis | Desconhecido |
| 3    | GRE Dimitrios Drivas  | Desconhecido |